# Барановицький військовий округ
Бара́новицький військо́вий о́круг — військовий округ, одиниця військово-адміністративного поділу у СРСР на території Білоруської РСР, який існував в період з липня 1945 по 4 лютого 1946.

## Історія
Сформований у липні 1945 на підставі наказу народного комісара оборони СРСР № 0139 від 9 липня 1945 на території західних областей Білоруської РСР у складі: Барановицької, Берестейської, Бобруйської, Гродненської, Гомельської, Пінської та Поліської областей.
Управління округу — місто Бобруйськ.
На формування управління округу задіяти польове управління 3-го Білоруського фронту, яке було виведено зі Східної Пруссії.
Згідно з наказом народного комісара оборони СРСР від 4 лютого 1946 був об'єднаний з Мінським військовим округом та перетворений на Білоруський військовий округ.

### Командування
- Командувачі:
  - маршал Радянського Союзу Тимошенко С. К. (07.1945 — 02.1946).